# 釧路西郵便局
釧路西郵便局（くしろにしゆうびんきょく）は北海道釧路市にある郵便局。民営化前の分類では集配普通郵便局であった。

## 概要
住所：〒084-8799 北海道釧路市鳥取大通7-6-5

## 沿革
- 1901年（明治34年）2月1日 - 鳥取（とっとり）郵便局（三等）として開設[1]。
- 1912年（大正元年）8月1日 - 大楽毛（おたのしけ）郵便局に改称。
- 19xx年 - 鳥取郵便局に改称。
- 1955年（昭和30年）2月1日 - 電話交換事務の取扱を釧路電話局に移管[2]。
- 1964年（昭和39年）10月1日 - 和文電報配達事務を釧路電報局に移管。
- 1972年（昭和47年）6月30日 - 特定郵便局から普通郵便局に局種別改定するとともに、釧路西郵便局に改称[3]。
- 1973年（昭和48年）8月13日 - 釧路市鳥取大通三丁目から、同市鳥取大通七丁目に局舎を新築、移転。
- 2000年（平成12年）8月14日 - 外国通貨の両替および旅行小切手の売買に関する業務取扱を開始。
- 2007年（平成19年）10月1日 - 民営化に伴い、併設された郵便事業釧路西支店に一部業務を移管。
- 2012年（平成24年）10月1日 - 日本郵便株式会社の発足に伴い、郵便事業釧路西支店を釧路西郵便局に統合。

## 取扱内容
- 郵便、印紙、ゆうパック、内容証明
- 貯金、為替、振替、振込、国際送金、外貨両替・トラベラーズチェック、国債、投資信託
- 生命保険、バイク自賠責保険、自動車保険、がん保険、引受条件緩和型医療保険
- 地方公共団体事務（釧路市戸籍の謄抄本、住民票の写し、印鑑登録証明書の交付）
- ゆうちょ銀行ATM
- 釧路市内の一部地域の集配業務
- ゆうゆう窓口

## 周辺
- 鳥取10号公園・鳥取ドーム
- 北海道運輸局釧路運輸支局
- 釧路市中央卸売市場

## アクセス
- JR根室本線 新富士駅から徒歩約35分
- くしろバス 西郵便局停留所下車
- 国道38号沿い
- 駐車場あり：12台